# Сербин Руслан Андрійович
Сербин Руслан Андрійович — український правоохоронець, генерал поліції третього рангу, ректор Національної академії внутрішніх справ, Заслужений юрист України, доктор юридичних наук, професор.

## Кар'єра
Працював заступником начальника Головного управління Національної поліції України в Донецькій області
Виконував обов'язки ректора  Львівського державного університету внутрішніх справ.
Очолював Головне управління Національної поліції України в Луганській області .
Указом Президента України №533/2016 від 01.12.2016 йому присвоєно почесне звання Заслужений юрист України .
27 грудня 2024 року призначений ректором Національної академії внутрішніх справ .

## Нагороди
- Орден «За заслуги» III cтупеня (2021 р.) [6]

### Декларація
- Електронна декларація Сербин Р. А.

### Наукові публікації
- Перелік понад 70-ти наукових публікацій Сербина Руслана// Google-Академія